# Okręg wyborczy Herefordshire
Okręg wyborczy Herefordshire powstał w 1290 i wysyłał do angielskiej, a następnie brytyjskiej, Izby Gmin dwóch deputowanych. W 1832 r. liczbę mandatów przypadających na okręg zwiększono do trzech. Okręg obejmował hrabstwo Herefordshire. Został zlikwidowany w 1885 r.

## Deputowani do brytyjskiej Izby Gmin z okręgu Herefordshire

### Deputowani w latach 1290–1660
- 1604–1611: James Scudamore
- 1604–1611: H. Crofte
- 1621–1625: John Scudamore
- 1624–1625: Robert Harley
- 1640–1648: Robert Harley
- 1640–1641: Fitz-Williams Coningsby
- 1641–1644: Humphrey Coningsby
- 1646–1648: Edward Harley
- 1653–1654: Wroth Rogers
- 1653–1654: John Herring
- 1654–1656: John Scudamore
- 1654–1656: John Pateshal
- 1654–1656: John Flacket
- 1654–1656: Richard Read
- 1656–1658: James Berry
- 1656–1658: Edward Harley
- 1656–1659: Bennet Hoskyns
- 1656–1658: Benjamin Mason
- 1659: Wroth Rogers

### Deputowani w latach 1660–1832
- 1660–1661: Edward Harley
- 1660–1661: William Powell
- 1661–1668: James Scudamore
- 1661–1679: Thomas Prise
- 1668–1679: John Kyrle
- 1679–1685: John Scudamore, 2. wicehrabia Scudamore
- 1679–1679: Herbert Croft
- 1679–1685: Edward Harley
- 1685–1693: John Morgan, torysi
- 1685–1689: John Hoskyns
- 1689–1690: Edward Harley, wigowie
- 1690–1698: Herbert Croft, wigowie
- 1693–1698: Edward Harley, wigowie
- 1698–1701: Henry Cornewall, torysi
- 1698–1708: Henry Gorges, torysi
- 1701–1705: John Williams, torysi
- 1705–1715: John Scudamore, 3. wicehrabia Scudamore, torysi
- 1708–1712: John Prise, torysi
- 1712–1717: Thomas Morgan, torysi
- 1715–1722: Richard Hopton
- 1717–1722: Hungerford Hoskyns
- 1722–1768: Velters Cornewall
- 1722–1727: Edward Goodere, torysi
- 1727–1742: Edward Harley, torysi
- 1742–1747: Thomas Foley
- 1747–1755: Edward Harley, lord Harley
- 1755–1767: John Morgan
- 1767–1774: Thomas Foley
- 1768–1776: Thomas Foley
- 1774–1796: George Cornewall, wigowie
- 1776–1802: Thomas Harley, torysi
- 1796–1802: Robert Biddulph, wigowie
- 1802–1807: George Cornewall, torysi
- 1802–1803: John Cotterell, torysi
- 1803–1806: John Matthews, torysi
- 1806–1831: John Cotterell, torysi
- 1807–1818: Thomas Foley, wigowie
- 1818–1832: Robert Price, wigowie
- 1831–1832: Kedgwin Hoskins, wigowie

### Deputowani w latach 1832–1885
- 1832–1841: Robert Price, wigowie
- 1832–1847: Kedgwin Hoskins, wigowie
- 1832–1841: Edward Thomas Foley, Partia Konserwatywna
- 1841–1847: Thomas Baskerville, Partia Konserwatywna
- 1841–1850: Joseph Bailey, Partia Konserwatywna
- 1847–1852: Francis Wegg-Prosser, Partia Konserwatywna
- 1847–1852: George Cornewall Lewis, wigowie
- 1850–1858: Thomas Booker, Partia Konserwatywna
- 1852–1868: James King King, Partia Konserwatywna
- 1852–1857: Charles Hanbury, Partia Konserwatywna
- 1857–1859: Geers Cotterell, wigowie
- 1858–1865: lord Montagu Graham, Partia Konserwatywna
- 1859–1865: Humphrey Mildmay, Partia Liberalna
- 1865–1885: Joseph Bailey, Partia Konserwatywna
- 1865–1885: Michael Biddulph, Partia Liberalna
- 1868–1874: Herbert Croft, Partia Konserwatywna
- 1874–1880: Daniel Peploe, Partia Konserwatywna
- 1880–1885: Thomas Duckham, Partia Liberalna